# Tina (Mauricio de Sousa)
Tina é uma personagem jovem de histórias em quadrinhos e tirinhas, criada por Mauricio de Sousa em 1964. No início, era uma pré-adolescente com visual hippie e cheia de gírias modernas (para a época) e dividia histórias com os irmãos Toneco e Toim, o papagaio Palestrino e a avó Vovoca.
No final da década de 1970, Tina perdeu o aspecto hippie, e se tornou uma adolescente vaidosa e preocupada com o seu futuro. Os parentes deixaram de participar de forma efetiva nas suas histórias e foram criados, novos personagens na faixa etária dela. Desde 2014, a personagem se tornou estudante de jornalismo.
Para criar Tina, Maurício de Sousa se baseou nas suas filhas quando eram pré-adolescentes e adolescentes.
Conquistou um lugar mensal nas bancas brasileiras entre 2009 e 2011, com um título próprio. Em 2014, retornou com a mesma periodicidade em uma revista completamente nova e mais moderna.

## Publicação
Tina foi publicada inicialmente em tiras diárias no jornal "Folha da Manhã" (atual Folha de S.Paulo) em fevereiro de 1964, ainda no seu visual hippie. Depois de seis anos e meio sendo publicada apenas em jornais, em outubro de 1970, começou a aparecer nos gibis.
Até 1979, as histórias de Tina eram publicadas especialmente no gibi do Cebolinha, poucas vezes elas saíam em outra publicação. A partir dos anos 80, as histórias começaram a ser intercaladas com o gibi da Mônica. De 2003 em diante, as suas histórias começaram a completar também os gibis do Cascão e da Magali.
A personagem ganhou seu primeiro título em junho de 1985, em um especial de tiras que durou apenas duas edições. Em 1991, ganhou quatro edições somente suas na publicação "Gibizinho". No mesmo ano, ganhou um álbum de luxo em formato grande (19 x 27,5 cm)  pela editora L&PM que republicou as suas melhores histórias e historietas desde a sua criação (dentre elas, a hilária "Quem Não se Comunica...", de 1973).
Em fevereiro de 2004, ganhou um almanaque de republicações pela Editora Globo, que dura até hoje (a partir de 2007, pela Panini Comics).
Entre 2007 e 2008, pela editora Panini, ganhou três minisséries especiais. 
No dia 27 de maio de 2009, chegou as bancas o seu título próprio, que além de histórias inéditas, contava com entrevistas com personalidades famosas e uma seção informativa com fatos atuais e dicas de assuntos gerais. Em outubro de 2011, essa publicação é descontinuada, totalizando 30 edições.
Em 2012, ganha duas publicações especiais promocionais, com o tema central de evitar o alcoolismo.
Em 14 de maio de 2014, a personagem ganhou uma nova publicação mensal em um estilo mais moderno e jovial. Além de conter histórias em quadrinhos em sua maior parte, conta também com matérias voltadas para o público feminino (como namoros, saúde, moda e etc). Assim, passa a ser considerada uma revista e não um gibi. Esse momento também marca a sexta mudança no desenho e no traço da personagem, que passa a ser em traço vetorizado (porém, o visual tradicional continuará em vigor nos gibis da Turma Da Mônica).
Também em 2014, Tina completou 50 anos desde a sua criação.

## Características
- Dos anos 60 até o início dos anos 90, ela tinha cabelos castanhos e curtos, até os ombros. A partir de 1991 / 1992, o desenho das suas madeixas foram alterados, ficando compridas.
- Está cursando a faculdade de jornalismo, juntamente ao seu amigo Rolo.
- Até 1976, Tina tinha uma vestimenta definida: Camisa/bata com listras vermelhas, calças boca-de-sino, tênis vermelhos e um medalhão com o símbolo da paz. A partir de 1977, as suas roupas começaram a ser desenhadas aleatoriamente e de forma mais feminina, deixando de lado o padrão antigo.
- Conforme o gibi, Tina é do signo de Aquário e faz aniversário em 17 de fevereiro (nos anos 70/80, era Libra).
- Nos anos 80, Tina se vestia bem como à moda da época: Macacões, botas, calças acima da cintura e etc.
- Nos anos 2000, Tina ganhou outros penteados, dentre eles, o famoso "rabo-de-cavalo".
- Em 2014, Tina ganha mais uma reformulação no seu desenho, e o seu traço passa a ser vetorizado (porém, o antigo continua nos gibis da Turma da Mônica).
- Tina possuí a fama de namoradeira: ao longo de sua história, foram constatados pouco mais de 50 namorados. Demonstra uma paixão platônica por Rolo.
- É a melhor amiga de Pipa e vive a ajudando a fazer os seus regimes.
- Também é amiga do Rolo e vive ajudando a arrumar a namorada para ele.
- Também é uma das melhores amigas de Zecão, pois vive dando conselhos para o rapaz e ajudando-o quando ele tem as costumeiras brigas com a namorada Pipa.

Seu ex-namorado, Jaime, costuma dar as caras de vez em quando e apesar do atrito habitual que acontece, ela parece ainda gostar dele, e vice-versa.

## Família

### Toneco
É o irmão caçula de Tina. Por ser pré-adolescente, Toneco quer fazer o que todos os garotos de sua idade fazem: ter namoradas, poder ficar até tarde na rua, ir às festas, mas Tina o contém. Adora passar a Conversa no Rolo que é sempre vítima de sua esperteza.

### Toím
Irmão de Tina e Toneco, é totalmente o oposto dos irmãos: é pessimista, sempre acha que tudo está errado. Depois de um tempo, acabou sumindo das  histórias sem nenhuma explicação. A sua última aparição foi em Magali n°9, editora Panini (2007).

### Dona Dulce
É a mãe de Tina e Toneco. Ela ama os seus filhos, mas perde a paciência com os chiliques da filha, pois os motivos são totalmente banais. Vive dando conselhos para a sua família.

### Seu Durval
É o pai de Tina e Toneco. É trabalhador, honesto, mas odeia quando os filhos gastam o seu dinheiro, ficando muito tempo no telefone ou usando para fins de lazer.

### Vovoca
Avó materna de Tina e Toneco. Cheia de ideias jovens e está por dentro de tudo que ocorre no mundo atual. Está muito à frente de seu tempo.

### Palestrino
Palestrino é o papagaio de estimação de Tina. Foi criado nos anos 70 e aparece nas histórias até hoje, na companhia de Toneco. Em uma história, foi revelado que ele possui certificado do IBAMA para ter animais silvestres como animais de estimação.

## Momentos Notáveis
- Nos anos 70, Tina possuía o bordão "Qual é o grilo?". Hoje, esta ideia está descartada.
- De acordo com uma história de 1971, é revelado que Tina admira o ex-beatle John Lennon.
- Tina já foi uma vendedora de badulaques em 1970, uma vocalista de banda de rock em 1972, uma joqueta em 1976, uma entrevistadora em 1977, uma modelo em 1981, uma cozinheira em 1984, uma cabeleireira em 1990 e até o momento, já teve pouco mais de 65 profissões.
- Na história "Show de Rock", de 1988, também é revelado outro gosto musical da personagem: os Rolling Stones.
- Em 2011, na história "Um Ombro Amigo", Tina ganhou um programa de rádio.
- Conforme a minissérie "Os Caçadores de Enigmas", de 2007/2008, percebe-se que Tina possuí fluente pronúncia de inglês, espanhol e francês.
- Em 2021, Tina foi interpretada por Isabelle Drummond no filme Turma da Mônica: Lições.

## Minisséries e edições especiais
Em 2007, Tina ganhou uma minissérie que se desenrolava em 3 edições mensais, "Tina e Os Caçadores de Enigmas - Mistério Cósmico". Na história, Tina, juntamente com seus amigos fiéis, já estava com 21 anos, cursando o último ano da faculdade de jornalismo e resolve investigar um mistério sobre extraterrestres que aconteceu no interior do estado de São Paulo. A minissérie se encerrou em novembro de 2007 e atingiu altos índices de vendas.
E março de 2008, surge é lançada uma nova minissérie "Tina e Os Caçadores de Enigmas - Criaturas Lendárias". Na trama, Tina e seus amigos passam por diversos lugares do mundo, como a Floresta Amazônica, Himalaia e Austrália, a fim de provar se os famigerados "Yéti" e "Pé Grande" existem de fato. Em maio de 2008, foi às bancas nacionais o último número da minissérie.
Em setembro de 2008, foi às bancas a terceira e última minissérie com a Turma da Tina: "Tina e Os Caçadores de Enigmas - Aventura no Triângulo das Bermudas". Na trama, Tina e a trupe caem no Triângulo das Bermudas e descobrem por conta própria o mistério que o lugar envolve. Se encerrou em novembro do mesmo ano, e assim como as duas minisséries anteriores, durou 3 edições.
Saindo um pouco do contexto de aventura, em agosto de 2008, chegou às bancas nacionais "Tina Especial". Em uma história completa, 52 páginas, Tina e sua turma participam de um Reality Show para conseguir dinheiro para reformar a sua faculdade.
Em setembro de 2019, Tina ganhou um graphic novel do selo Graphic MSP, Tina: Respeito, escrita e desenhada por Fefê Torquato, com um texto de quarta capa assinado pela jornalista, escritora e youtuber Jout Jout.